# Stazione di Falconara Marittima
Stazione di Falconara Marittima vasútállomás Olaszországban, Marche régióban, Falconara Marittima településen.

## Vasútvonalak
Az állomást az alábbi vasútvonalak érintik:
- Bologna–Ancona-vasútvonal
- Ancona–Orte -vasútvonal

## Kapcsolódó állomások
A vasútállomáshoz az alábbi állomások vannak a legközelebb: 
- Stazione di Palombina
- Stazione di Montemarciano
- Stazione di Falconara Stadio